# Свалоу

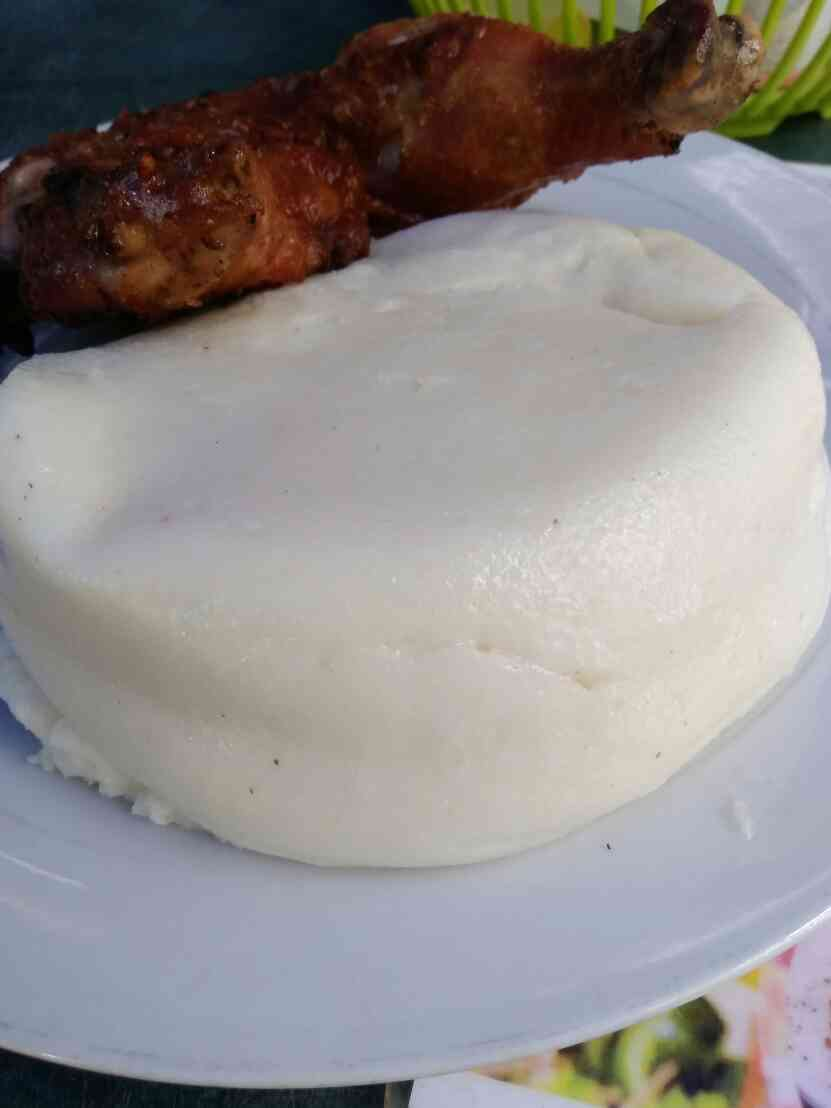
Нсіма з Малаві

Свалоу (Swallow) — це категорія тістоподібної африканської основної їжі, виготовленої з варених крохмалистих овочів та/або зерна. Прикладами свалоуом є фуфу в Західній Африці, угалі і нсіма в Східній Африці та садза в Південній Африці.